# Mario Betti

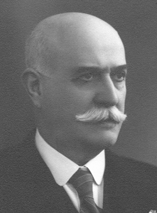
Mario Betti

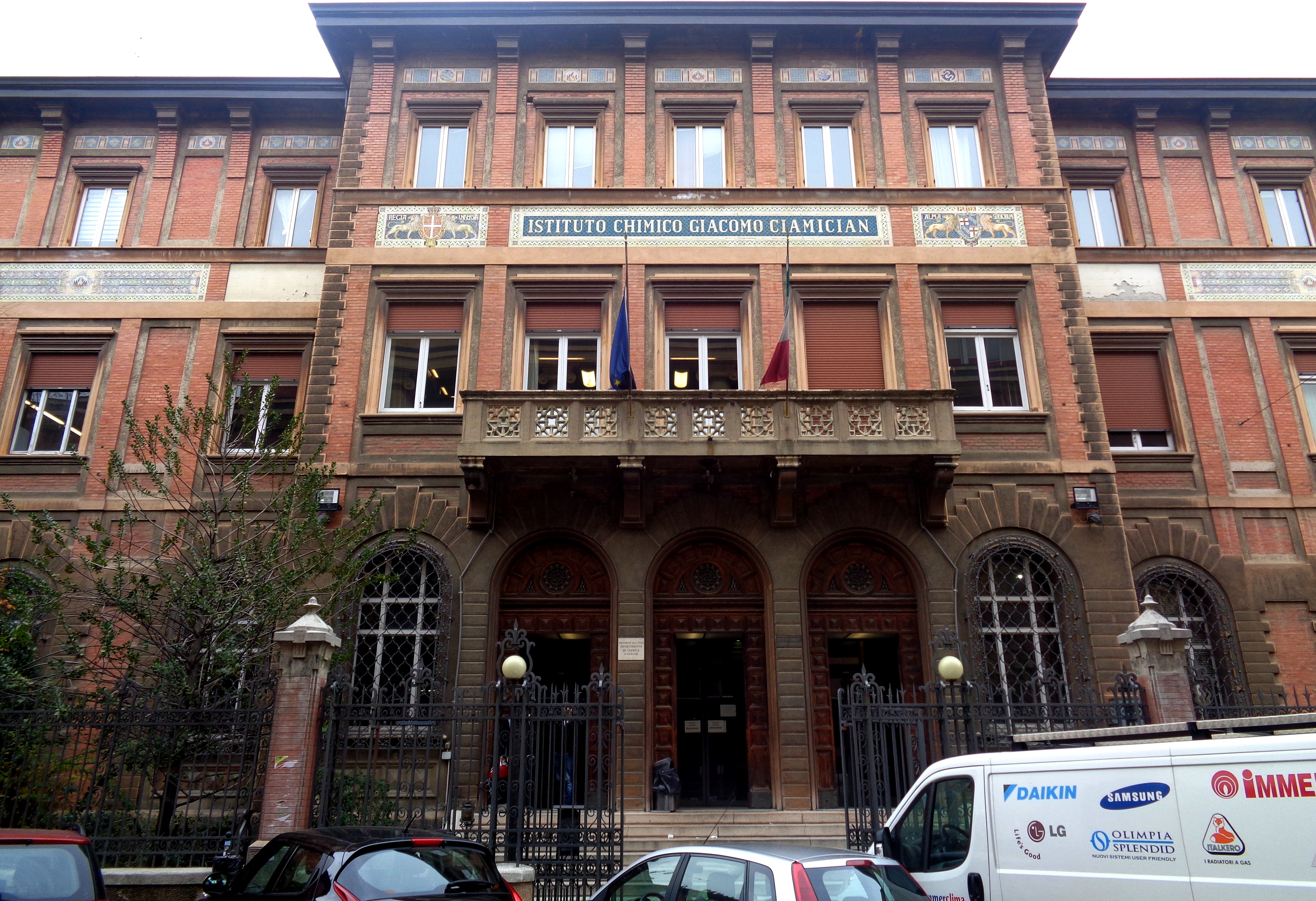
Das Gebäude des von Betti gegründeten Chemischen Instituts der Universität Bologna

Mario Betti (* 21. März 1875 in Bagni di Lucca; † 13. Mai 1942 in Bologna) war ein italienischer Chemiker.

## Leben und Werk
Mario Betti studierte an der Universität Pisa mit Abschluss 1897. Als Dozent lehrte er Allgemeine Chemie an den Universitäten Florenz, Cagliari, Siena und Genua. 1923 wechselte er als Nachfolger von Giacomo Ciamician an die Universität Bologna und wurde dort 1929 zum Dekan der Fakultät für Physik, Mathematik und Naturwissenschaften ernannt.
Bettis Forschungsgebiet war die organische Chemie. Die von ihm entwickelte Synthese heterocyclischer Verbindungen trägt als Betti-Reaktion seinen Namen. Weiterhin untersuchte er beispielsweise organische Basen, Methoden zur Racematspaltung sowie Oxidationsreaktionen. Ein weiterer Schwerpunkt seiner Arbeiten war die Qualität von Mineral- und Thermalwässern.
Ab 1939 gehörte er dem italienischen Senat an.

## Mitgliedschaften
- Oberster Rat für Nationale Bildung
- Chemieausschuss des Consiglio Nazionale delle Ricerche
- IUPAC-Rat
- Accademia dei Lincei
- Italienische Gesellschaft der Wissenschaften